# Dély Ibrahim
Dely Ibrahim là một đô thị thuộc tỉnh Alger, Algérie. Dân số thời điểm năm 2002 là 30.576 người.